# Saison 1 de Meurtres au paradis
Chronologie
Saison 2
Cet article présente les épisodes de la première saison de la série télévisée Meurtres au paradis.

## Distribution

### Acteurs principaux
- Ben Miller (VF : Emmanuel Curtil) : Inspecteur-chef Richard Poole
- Sara Martins (VF : elle-même) : Sergent Camille Bordey
- Danny John-Jules (VF : Jean-Paul Pitolin) : Agent Dwayne Meyers
- Gary Carr (VF : Diouc Koma) : Agent Fidel Best

### Acteurs récurrents
- Élizabeth Bourgine (VF : elle-même) : Catherine Bordey, la mère de Camille (épisodes 2-8)
- Don Warrington (en) (VF : Daniel Kamwa) : Commandant Selwyn Patterson, chef de la police de Sainte-Marie (épisodes 1, 3, 5-6 et 8)
- Adrian Dunbar : Aidan Miles, conquête de Catherine (épisodes 7-8)

## Liste des épisodes

### Épisode 1:Le shérif est mort
- Royaume-Uni : 25 octobre 2011 sur BBC One
- France : 22 juillet 2013 sur France 2

- Royaume-Uni : 6,78 millions de téléspectateurs (première diffusion)
- France : 2,56 millions de téléspectateurs (11,8 % de part de marché)[1] (première diffusion)

- Sean Maguire : Marlon Collins
- Lenora Crichlow : Sergent Lily Thomson
- Hugo Speer : Inspecteur Charlie Hulme
- Karl Collins : Lawrence
- Coralie Audret : Sarah Lavender, Lady Salcombe
- Rupert Graves : James Lavender, Lord Salcombe
- Laurence Joseph : Daphné
- Dominik Bernard : le directeur de la banque

Sur l’île paradisiaque de Saint-Marie, dans les Caraïbes, Charlie Hulme est le chef du poste de police de Honoré. Il est retrouvé assassiné de manière inexpliquée dans une chambre forte alors qu'il enquêtait sur Lord Salcombe.

### Épisode 2:La mariée était en blanc
- Royaume-Uni : 1er novembre 2011 sur BBC One
- France : 22 juillet 2013 sur France 2

- Royaume-Uni : 6,53 millions de téléspectateurs (première diffusion)
- France : 1,6 million de téléspectateurs (11 %)[1] (première diffusion)

- Frances Barber : Diana Watson
- Robert Pugh : Mike Watson
- Paterson Joseph : William
- Matt Di Angelo (en) : Daren Moore
- Charlotte Salt : Lisa Watson
- Aminata Toure : La secrétaire
- Alice Henley (it) : Sally Watson
- Luke Allen-Gale : Adam Fairs
- Joseph Mydell : Le directeur de l'hôtel
- Dan O'Connor (en) : Stefan
- Camilla Marie Beeput (en) : Margaret Dubois

### Épisode 3:Sortilège vaudou
- Royaume-Uni : 8 novembre 2011 sur BBC One
- France : 29 juillet 2013 sur France 2

- Royaume-Uni : 5,31 millions de téléspectateurs (première diffusion)
- France : 2,6 millions de téléspectateurs (11,4 %)[2] (première diffusion)

- Mona Hammond (en) : Angélique Morel
- Clare Holman (en) : Molly Kerr
- Nicholas Farrell : Nicholas Dunham
- Michael Maloney : père Charles Dean
- William Vanderpuye (en) : Tom Hilton

### Épisode 4:Noces de sang
- Royaume-Uni : 15 novembre 2011 sur BBC One
- France : 22 juillet 2013 sur France 2

- Royaume-Uni : 5,82 millions de téléspectateurs (première diffusion)
- France : 2,2 millions de téléspectateurs (10,2 %)[1] (première diffusion)

- Neil Stuke (en) : Lucas Talbot
- Miranda Raison : Megan Talbot
- Derek Riddell : Patrick Knight
- Emma Fielding (en) : Astrid Knight
- Chris Tummings : Greg Collins
- Stany Coppet : Pierre

### Épisode 5:L'Ange gardien
- Royaume-Uni : 22 novembre 2011 sur BBC One
- France : 29 juillet 2013 sur France 2

- Royaume-Uni : 5,45 millions de téléspectateurs (première diffusion)
- France : 2,3 millions de téléspectateurs (10,6 %)[2] (première diffusion)

- Colin Salmon : Vincent Carter
- Jeff Alexander : Léon Hamilton
- Sarah Smart : Suzie Park
- Lee Boardman (en) : Samuel King
- Alistair Petrie : Gordon Foster
- Sophie Winkleman : Ann Hamilton
- Jeany Spark : Émilie Saunders

### Épisode 6:Dernière Plongée
- Royaume-Uni : 29 novembre 2011 sur BBC One
- France : 29 juillet 2013 sur France 2

- Royaume-Uni : 5,30 millions de téléspectateurs (première diffusion)
- France : 1,5 million de téléspectateurs (10,6 %)[2] (première diffusion)

- Alex Lanipekun (en) : Benjamin Lightfoot
- Riann Steele : Abigail Lightfoot
- Lisa Faulkner : Alex Owen
- Sean Gallagher (en) : Phil Owen
- O. T. Fagbenle : Mark Lightfoot
- Shirley Henderson : Sergent-chef Angela Young
- Kieran O'Brien : Danny Fernandez

Les frères Lightfoot, Mark et Benjamin, passent la nuit ensemble sur le bateau de Mark. Ce dernier doit partir le lendemain et ils organisent cette petite soirée d'adieu entre frères. Le lendemain matin, Phil Owen, patron de Benjamin, constate que sa remise a été fracturée et appelle la police. Au moment où Dwayne constate l'effraction, il voit Ben sauter à la mer pour une plongée sous-marine. Un peu plus tard, son frère Mark s'inquiète de ne pas le voir revenir. Finalement, le corps de Ben est retrouvé au fond de la baie, mort semble-t-il d'un accident de plongée.

### Épisode 7:Carnaval de sang
- Royaume-Uni : 6 décembre 2011 sur BBC One
- France : 5 août 2013 sur France 2

- Royaume-Uni : 5,66 millions de téléspectateurs (première diffusion)
- France : 2,3 millions de téléspectateurs (11,2 %)[3] (première diffusion)

- Johann Myers : Solly Jackson
- Ray Fearon : Curtis James
- Keith Duffy : Eddie
- Robbie Gee : Renward
- Rebecca Scroggs : Michelle Bouchant
- David Sterne : Neville
- Sarita Choudhury : Avita Jackson
- Adrian Dunbar : Aidan Miles
- Ricky Tribord : Stall Holder

### Épisode 8:Le Baiser de Judas
- Royaume-Uni : 13 décembre 2011 sur BBC One
- France : 5 août 2013 sur France 2

- Royaume-Uni : 6,29 millions de téléspectateurs (première diffusion)
- France : 2,1 millions de téléspectateurs (10,3 %)[3] (première diffusion)

- Adrian Dunbar : Aidan Miles
- John Thomson (en) : Inspecteur-chef Chris Ricketts
- Randiane Naly : Nadia Selim
- Fiona Glascott : Georgie Westcott
- Danny Webb : Jon Taylor
- Clinton Blake : Jacko Gardiner